# Chila Kumari Burman
Chila Kumari Burman (Bootle, Liverpool, Regne Unit, 1957) és una artista visual britànica i membre del Molt Excel·lent Orde de l'Imperi Britànic. És reconeguda per la seva teoria feminista radical, que examina la representació, el gènere i la identitat cultural. Com a artista treballa amb un ampli ventall de mitjans i tècniques com ara el gravat, el dibuix, la pintura, les instal·lacions o el cinema.
Com a figura representativa de l'art negre britànic dels anys vuitanta. Burman és una de les primeres artistes femenines asiàtiques britàniques que ha tingut una monografia escrita sobre el seu treball. L'any 1995, Lynda Nead va publicar el llibre Chila Kumari Burman: Beyond Two Cultures.
El 2018, va rebre un doctorat honoris causa per la Universitat de les Arts de Londres pel seu impacte i el seu llegat reconegut com a artista internacional.El 2020 va passar a formar part del gremi Art Workers' Guild i el 2022, va ser nomenada membre de l'Ordre de l'Imperi Britànic (MBE) pels seus serveis a l'art visual. La cerimònia es va dur a terme durant l'aniversari de la reina d'Anglaterra.

## Primers anys i formació
Va néixer l'any 1957 a Bootle, un poble a prop de Liverpool, en el si d'una família d'immigrants indis panjabis. Durant la seva etapa d'estudiant va anar al Southport College of Art, al Leeds Polytechnic i a l'Slate School of Fine Art, de la qual es va graduar l'any 1982.

## Carrera professional
Durant més de quatre dècades, l'art de Burman ha estat marcat per la intersecció entre el feminisme, la raça i la representació de referents. Per influència del moviment del British Black Art o Art Negre Britànic, l'artista s'ha mantingut arrelada en una comprensió diversa de la natura i la cultura. La seva obra busca trencar estereotips i emancipar les dones, sovint a través de l'autoretrat com a eina d'apoderament i autopercepció.
A la dècada de 1980, el seu treball es va mostrar en diverses exposicions col·lectives, com ara Four Indian Women Artists (UK Artists Gallery, 1982); Black Women Time Now (Battersea Arts Centre, Londres, 1983); The Thin Black Line (ICA, Londres, 1985); Black Art: New Directions (Stoke-on-Trent Museum and Art Gallery, 1989) i l'exposició feminista Along the Lines of Resistance (Rochdale Art Gallery, 1989).
A les dècades de 1990 i 2000, les obres de Burman van explorar de manera més explícita la història de la seva família, concretament la feina del seu pare com venedor de gelats ambulant a Bootle.
El 2018, el programa de Burman Tales of Valiant Queens es va mostrar a l'Institut d'Art Modern de Middlesbrough. La mostra reuneix treballs realitzats entre els anys 70 i fins al 2018 i es va centrar en temes com ara l'apoderament femení, l'activisme social i polític, les tradicions populars i el llegat colonial.
El 2020, Burman va ser seleccionada com la quarta artista per completar la Tate Britain Winter Commission. La instal·lació resultant va ser molt popular i va ser titulada Remembering A Brave New World, on va abordar la història colonial de la Tate Britain i la seva posició eurocèntrica. Adornant la façana de la galeria amb referències a la mitologia índia, la cultura popular, l'apoderament femení, l'activisme polític i el llegat colonial. Va exposar la necessitat de converses millor informades i estratègies més efectives per fer front al racisme al món de l'art i a la societat en general. Des de llavors, Burman ha dut a terme diverses instal·lacions de perfil elevat.
Burman també ha aparegut al documental especial de Sky Arts Statues Redressed i al documental de la BBC2 Art That Made Us, i ha completat una sèrie de peces d'encàrrec notables per a marques, com ara la campanya White Tiger de Netflix i la nova fragància de Byredo Mumbai Noise.

## Reconeixement
Burman figura a la llista de 100 dones de la BBC de 2023, que inclou 100 dones inspiradores i influents d'arreu del món.